# Le Bleu d'outre-tombe
Pour les articles homonymes, voir Outre-tombe.

Le Bleu d'outre-tombe est un téléfilm français réalisé en 1973 par Édouard Logereau, d'après le roman de René-Jean Clot Le Bleu d'outre-tombe (1956).
Une autre adaptation télévisée du même roman est sortie en 1991 : Les Cahiers bleus, de Serge Leroy.

## Synopsis
Madame Langlois est la nouvelle institutrice d'une école laïque. Cette nouvelle maitresse semble étrange, peu conformiste avec des méthodes pédagogiques contestables. Elle perturbe la tranquillité de l'école et divise les instituteurs et institutrices qui vivaient en bonne entente jusque-là.